# جيف ويلسون (سياسي)
جيف ويلسون هو سياسي كندي، ولد في 1978. حزبياً، نشط في Wildrose Party ‏ والرابطة التقدمية المحافظة في ألبرتا ‏. وقد انتخب عضو الجمعية التشريعية ألبرتا.